# Huerta de Rey
Huerta de Rey é um município da Espanha na província de Burgos, comunidade autónoma de Castela e Leão, de área 98 km² com população de 1157 habitantes (2007) e densidade populacional de 12,45 hab/km².

## Demografia
| Variação demográfica do município entre 1991 e 2004 | Variação demográfica do município entre 1991 e 2004 | Variação demográfica do município entre 1991 e 2004 | Variação demográfica do município entre 1991 e 2004 |
| --------------------------------------------------- | --------------------------------------------------- | --------------------------------------------------- | --------------------------------------------------- |
| 1991                                                | 1996                                                | 2001                                                | 2004                                                |
| 1232                                                | 1203                                                | 1200                                                | 1208                                                |